# August Hagenbach
August Hagenbach (22 de setembro de 1871 — 8 de novembro de 1949) foi um físico suíço, especialista em espectroscopia.
Filho do físico Eduard Hagenbach-Bischoff, obteve um doutorado em 1894 na Universidade de Leipzig, com a tese Über Thermoelemente aus Metallen und Salzlösungen, orientado por Gustav Heinrich Wiedemann.
Em 1906 assumiu a cátedra de física na Universidade de Basileia, sucedendo seu pai.
Em 1926 foi reitor da Universidade de Basileia. Um de seus orientados foi Ernst Stueckelberg.